# Nearcha strigata
Nearcha strigata är en fjärilsart som beskrevs av W. Warren 1902. Nearcha strigata ingår i släktet Nearcha och familjen mätare. Inga underarter finns listade i Catalogue of Life.